# Década Conservadora

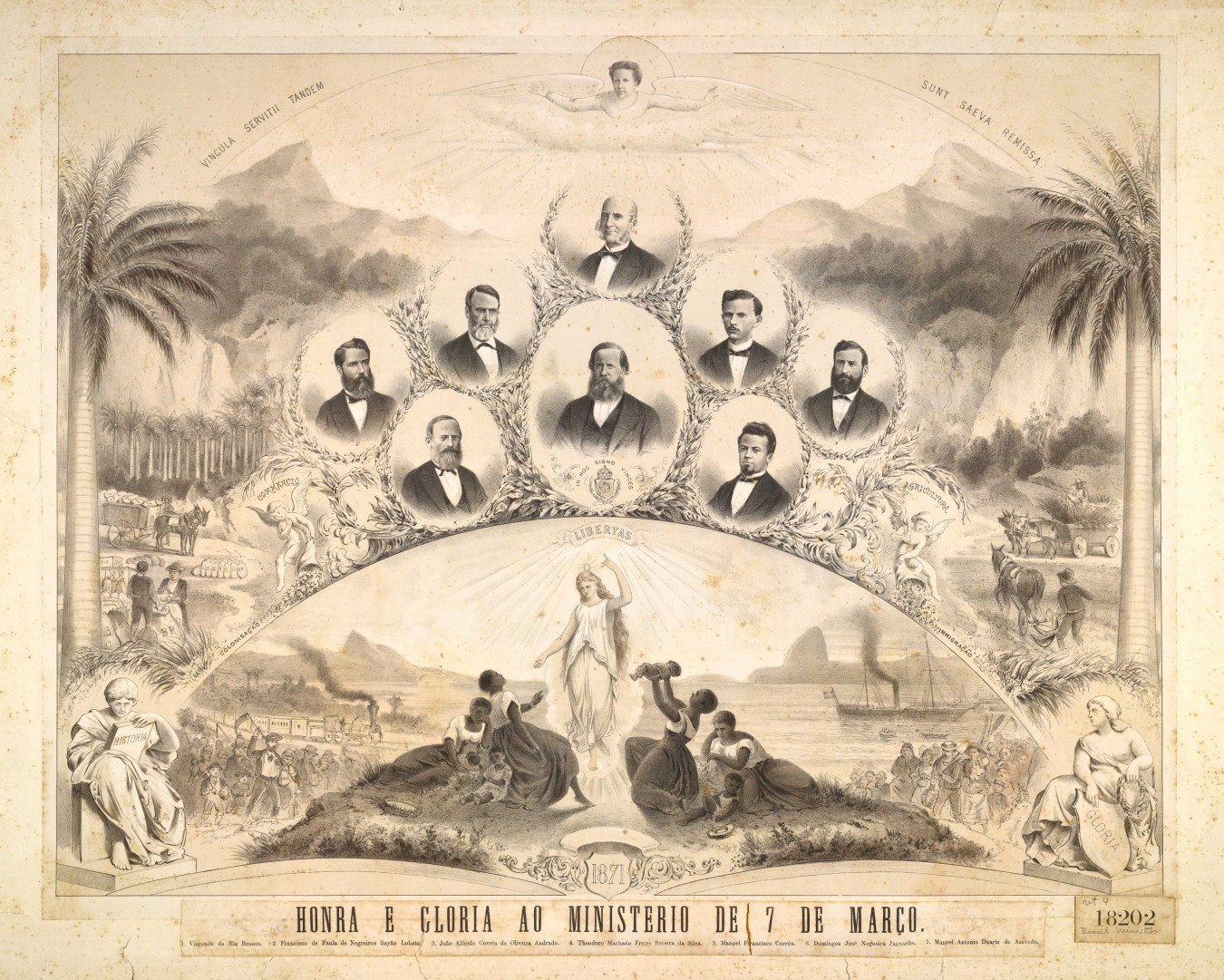
Imagem comemorativa ao Gabinete Rio Branco, responsável pela aprovação da Lei do Ventre Livre em 1871.

A Década Conservadora foi o período entre 1868 e 1878 em que o Partido Conservador governou o Império do Brasil de forma ininterrupta. Foi marcado pelo retorno da escravidão como pauta central da política nacional, além de eventos importantes como o desfecho vitorioso da Guerra do Paraguai, a Questão Religiosa, o primeiro Censo Demográfico do país, a Revolta do Quebra-Quilos, a Convenção de Itu e a Grande Seca.

## Antecedentes
Em 1862, o país estava sob a liderança de Zacarias de Góis e Vasconcelos, líder da recém-fundada Liga Progressista. O novo partido era uma junção de dissidências liberais e conservadoras que queriam a continuidade da política de conciliação partidária iniciada na década de 1850. Com o apoio de parte do Partido Liberal, a Liga se manteve no poder durante quase todo o período da Guerra do Paraguai. Em 1868, Zacarias, chefiando seu terceiro gabinete, entrou em conflito com Luís Alves de Lima e Silva, então Marquês de Caxias, comandante das forças brasileiras no Paraguai e membro do partido adversário. O Imperador ficou ao lado do militar e decidiu pela demissão de Zacarias, uma atitude constitucional por parte do monarca, porém, considerada polêmica no contexto em que ocorreu, visto que o governo tinha maioria parlamentar.
Com a queda de Zacarias, a Liga Progressista foi dissolvida e o Partido Conservador voltou ao poder, dando início à "Década Conservadora".

## Domínio conservador

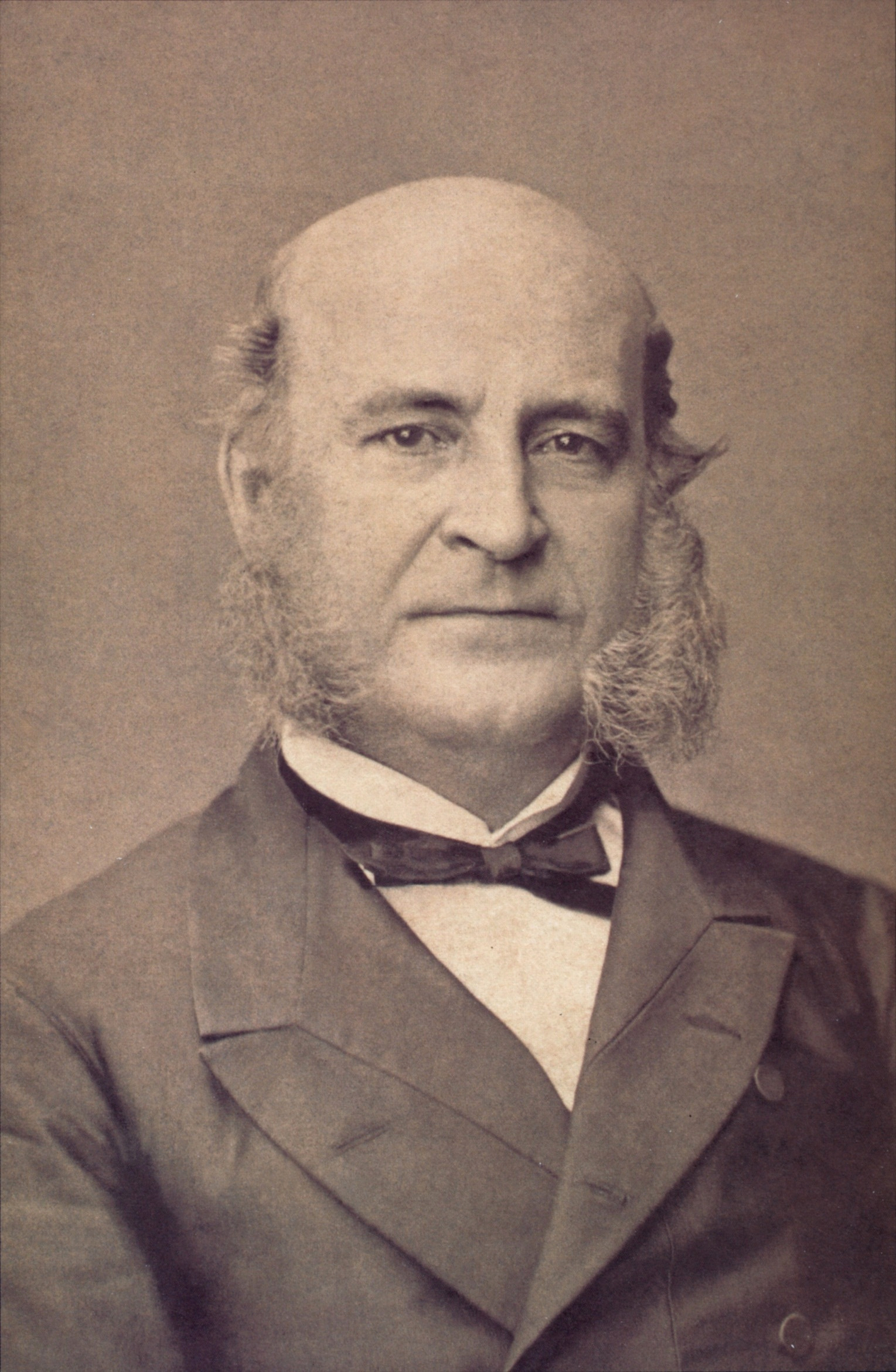
Visconde do Rio Branco, principal líder do Partido Conservador durante a Década Conservadora.

O período teve início com a formação do gabinete de Joaquim José Rodrigues Torres, Visconde de Itaboraí, em 1868. Sua gestão foi marcada pela supressão do debate em torno da abolição da escravidão, iniciado em gabinetes anteriores e que aguardava o fim da Guerra do Paraguai para entrar na pauta principal do governo. Itaboraí, assim, reforçou a ala do Partido Conservador que ficou conhecida como "saquarema" ou “emperrada”, ou seja, reacionária.
Sob pressão abolicionista, além do próprio Imperador, Itaboraí deixou o poder em 1870, sucedendo-lhe José Antônio Pimenta Bueno, Marquês de São Vicente, cuja curta gestão reintroduziu a pauta abolicionista no governo. Pimenta Bueno foi incumbido pelo Imperador de redigir um projeto de abolição gradual da escravidão. O marquês então apresentou cinco propostas, antes de deixar o governo, em 1871.
Assumiu em seu lugar José Maria da Silva Paranhos, Visconde do Rio Branco, importante líder conservador e responsável pelo gabinete ministerial de maior duração do Império, quatro anos e seis meses. Com total apoio da Coroa, Rio Branco se aproveitou de seu prestígio político para realizar uma das bandeiras do partido adversário e para reunificar seu próprio partido, apesar da oposição ferrenha da ala reacionário do grupo. Em 28 de setembro de 1871, Rio Branco aprovou a famosa Lei do Ventre Livre – também conhecida como “Lei Rio Branco”, em sua homenagem. A lei libertou o ventre de todas as mulheres escravizadas do Império, tornando livre todas as crianças nascidas no Brasil a partir de então. Criou ainda um Fundo de Emancipação, com o objetivo de comprar a liberdade do máximo de cativos possível. Apesar da ferrenha oposição, a reforma era pouco radical, prevendo indenização aos antigos proprietários ou a utilização do trabalho dos filhos de escravizadas nascidos após a lei até seus 21 anos de idade.
Com o desgaste do gabinete, em especial pela chamada "Questão Religiosa", Rio Branco foi substituído pelo agora Duque de Caxias, em 1875. O militar, em seu terceiro gabinete, foi o escolhido pelo Imperador para dar continuidade à obra de seu antecessor. Porém, por questões de saúde, atuou apenas como um presidente "decorativo", sendo o governo de fato encabeçado por João Maurício Wanderley, Barão de Cotegipe, então Ministro da Fazenda. Caxias deixou o poder em 1878 e sua saída provocou a ascensão do Partido Liberal e o fim do domínio conservador (ver Septênio Liberal).
O partido voltaria ainda ao poder em 1885, em razão dos novos debates a respeito da abolição da escravidão.

## Gabinetes conservadores
Sucederam-se quatro gabinetes conservadores entre 1868 e 1878:

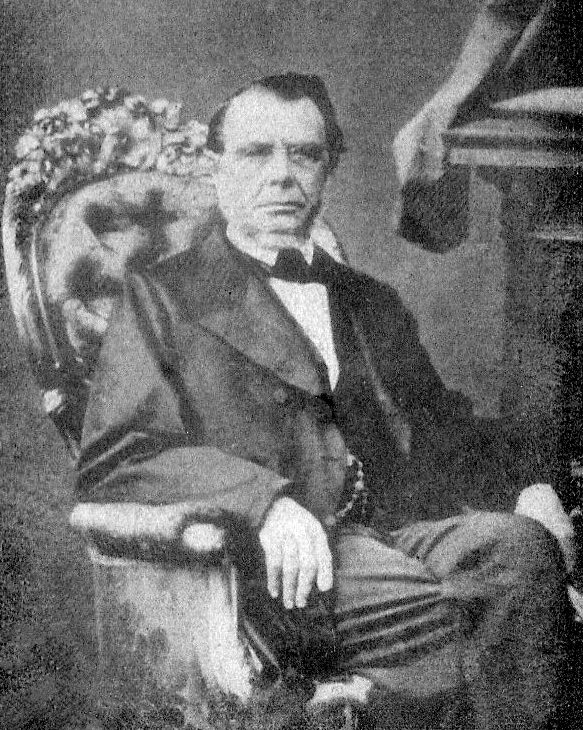
Visconde de Itaboraí

### Gabinete Itaboraí (1878-1870)
- Presidente do Conselho de Ministros: Joaquim José Rodrigues Torres, Visconde de Itaboraí.
- Ministro dos Negócios do Império: Paulino José Soares de Sousa, Visconde de Uruguai.
- Ministro da Justiça: José Martiniano de Alencar; Joaquim Otávio Nébias; Manuel Vieira Tosta, Visconde de Muritiba.
- Ministro dos Estrangeiros: José Maria da Silva Paranhos, Visconde do Rio Branco; João Maurício Wanderley, Barão de Cotegipe.
- Ministro da Fazenda: Joaquim José Rodrigues Torres.
- Ministro da Marinha: João Maurício Wanderley.
- Ministro da Guerra: Manuel Vieira Tosta.
- Ministro da Agricultura, Comércio e Obras Públicas: Joaquim Antão Fernandes Leão;Diogo Velho Cavalcanti de Albuquerque, Visconde de Cavalcanti.

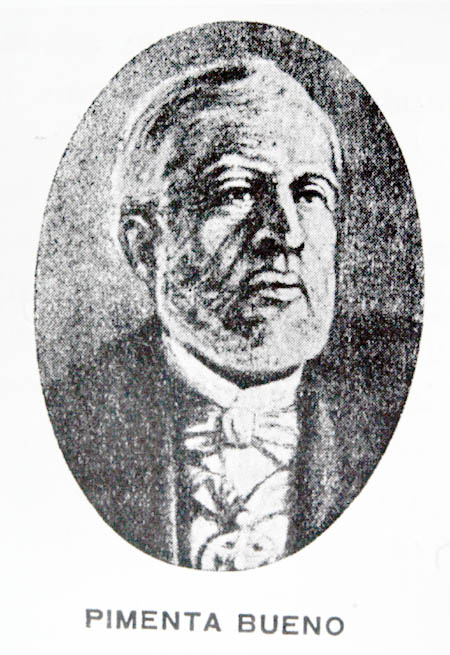
José Antônio Pimenta Bueno

### Gabinete Pimenta Bueno (1870-1871)
- Presidente do Conselho de Ministros: José Antônio Pimenta Bueno, Marquês de São Vicente.
- Ministro dos Negócios do Império: João Alfredo Correia de Oliveira.
- Ministro da Justiça: José Ildefonso de Sousa Ramos, 2º Visconde de Jaguari.
- Ministro dos Estrangeiros: José Antônio Pimenta Bueno.
- Ministro da Fazenda: Francisco de Sales Torres Homem, Visconde de Inhomirim.
- Ministro da Marinha: Luís Antônio Pereira Franco, Barão de Pereira Franco.
- Ministro da Guerra: José Antônio Correia da Câmara, 2º Visconde de Pelotas; João Frederico Caldwell; Raimundo Ferreira de Araújo Lima.
- Ministro da Agricultura, Comércio e Obras Públicas: Jerônimo José Teixeira Júnior, Visconde do Cruzeiro; João Alfredo Correia de Oliveira.

### Gabinete Rio Branco (1871-1875)
- Presidente do Conselho de Ministros: José Maria da Silva Paranhos, Visconde do Rio Branco.
- Ministro dos Negócios do Império: João Alfredo Correia de Oliveira.
- Ministro da Justiça: Francisco de Paula Negreiros de Saião Lobato, Visconde de Niterói; Manuel Antônio Duarte de Azevedo.
- Ministro dos Estrangeiros: Manuel Francisco Correia Junior; Carlos Carneiro de Campos, 3º Visconde de Caravelas.
- Ministro da Fazenda: José Maria da Silva Paranhos.
- Ministro da Marinha: Manuel Antônio Duarte de Azevedo; Augusto Olímpio Gomes de Castro; Joaquim Delfino Ribeiro da Luz.
- Ministro da Guerra: José Maria da Silva Paranhos; Domingos José Nogueira Jaguaribe, Visconde de Jaguaribe; João José de Oliveira Junqueira Júnior.
- Ministro da Agricultura, Comércio e Obras Públicas: Teodoro Machado Freire Pereira da Silva; Cândido Borges Monteiro, Visconde de Itaúna; Francisco do Rego Barros Barreto; José Fernandes da Costa Pereira Júnior.

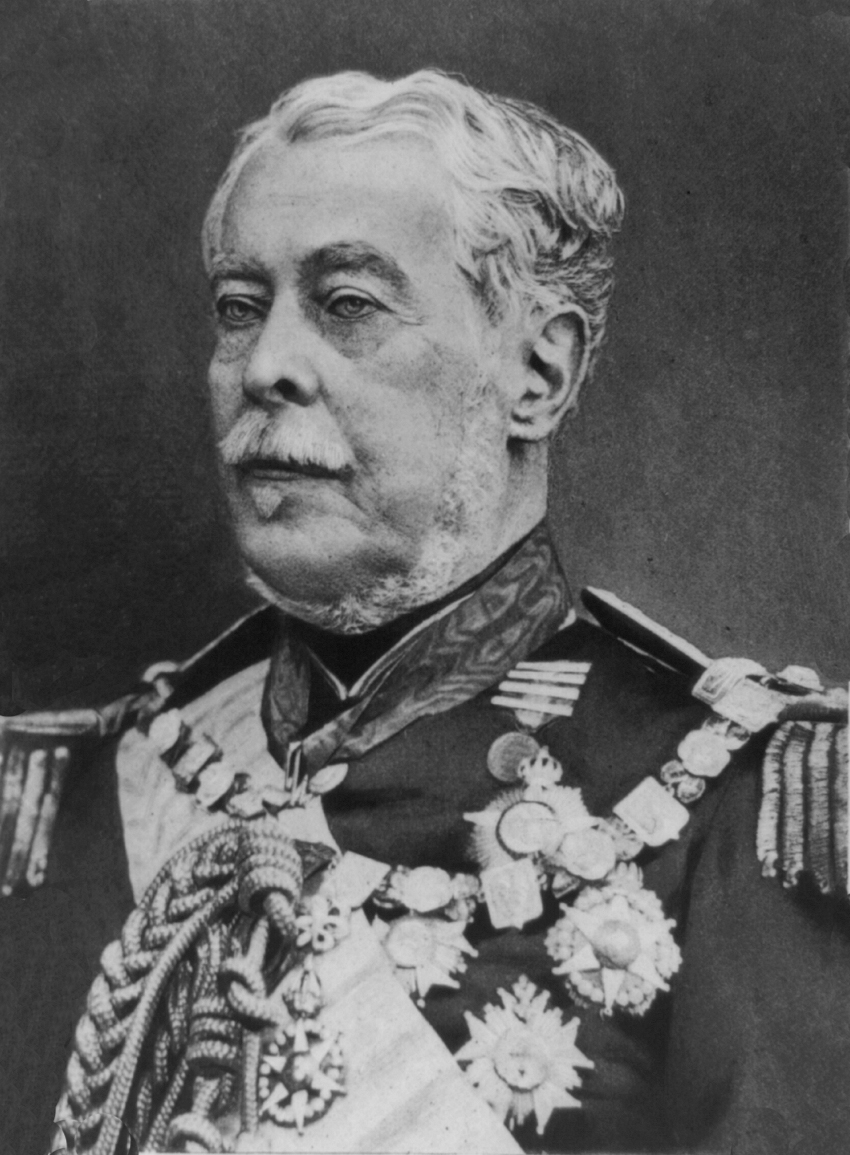
Duque de Caxias

### Gabinete Caxias III (1875-1878)
- Presidente do Conselho de Ministros: Luís Alves de Lima e Silva, Duque de Caxias.
- Ministro dos Negócios do Império: José Bento da Cunha Figueiredo, Visconde do Bom Conselho; Antônio da Costa Pinto e Silva.
- Ministro da Justiça: Diogo Velho Cavalcanti de Albuquerque, Visconde de Cavalcanti; Francisco Januário da Gama Cerqueira.
- Ministro dos Estrangeiros: João Maurício Wanderley, Barão de Cotegipe; Diogo Velho Cavalcanti de Albuquerque.
- Ministro da Fazenda: João Maurício Wanderley.
- Ministro da Marinha: Luís Antônio Pereira Franco, Barão de Pereira Franco.
- Ministro da Guerra: Luís Alves de Lima e Silva.
- Ministro da Agricultura, Comércio e Obras Públicas: Tomás José Coelho de Almeida.